# مات باري
مات باري (بالإنجليزية: Matt Barrie)‏ هو مسير أعمال أسترالي، ولد في 16 أغسطس 1973 في أديلايد في أستراليا.